# Chelonus capsa
Chelonus capsa är en stekelart som beskrevs av Vladimir Ivanovich Tobias 1972. Chelonus capsa ingår i släktet Chelonus och familjen bracksteklar. Inga underarter finns listade i Catalogue of Life.